# برج تلفزيون كييف
برج تلفزيون كييف (بارتفاع: 385 متر (1,263 قدم))، هو برج معدني شبكي في شارع أورانزيرينا، بمدينة كييف بدولة أوكرانيا، وهو أطول مبنى في البلاد. تم بناء البرج في عام 1973 عندما كانت كييف عاصمة أوكرانيا الاشتراكية السوفياتية. البرج يتم استخدامه للبث الإذاعي والتلفزيوني وهو غير مفتوح للجمهور.  كان البرج أطول هيكل معدني قائم بذاته في العالم حتى تجاوزه برج طوكيو سكاي تري في عام 2012.

## هجوم صاروخي 2022
في 1 مارس 2022، أُصيب البرج بصاروخ أطلقته القوات الروسية خلال معركة كييف كجزء من الغزو الروسي لأوكرانيا عام 2022. وفقًا لمسؤولين أوكرانيين، قُتل خمسة أشخاص نتيجة لذلك. ومن بين القتلى يفيني ساكون، وهو أول صحفي قُتل في الغزو الروسي لأوكرانيا. اتهم أنطون هيراشينكو مستشار الدولة الأوكراني الجيش الروسي بمحاولة تعطيل إشارة اتصالات المدينة. وفقًا لصحيفة كييف إندبندنت، تعطل البث التلفزيوني للقنوات الأوكرانية في أعقاب الهجوم.

## روابط خارجية
- </img>
- Kyiv Television Tower
- members.lycos.nl - برج تلفزيون راديو كييف المركزي
- emporis.com - برج تلفزيون كييف